# Czechosłowacja na Zimowych Igrzyskach Olimpijskich 1924
Czechosłowację na Zimowych Igrzyskach Olimpijskich 1924 reprezentowało 27 zawodników, tylko mężczyźni.

## Reprezentanci

### Biegi narciarskie
- Štěpán Hevák
  - Bieg na 18 km – 17. miejsce
  - Bieg na 50 km – 12. miejsce

- Anton Gottstein
  - Bieg na 18 km – 18. miejsce
  - Bieg na 50 km – 14. miejsce

- Václav John
  - Bieg na 18 km – 23. miejsce

- František Hák
  - Bieg na 18 km – 24. miejsce

- Josef Německý
  - Bieg na 50 km – 17. miejsce

- Oldřich Kolář
  - Bieg na 50 km – 19. miejsce

### Kombinacja norweska
- Josef Adolf
  - Indywidualnie – 6. miejsce

- Walter Buchberger
  - Indywidualnie – 7. miejsce

- Josef Bím
  - Indywidualnie – 13. miejsce

- Otakar Německý
  - Indywidualnie – nie ukończył

### Hokej na lodzie
| Mężczyźni Jaroslav Stránský Jaroslav Řezáč Otakar Vindyš Vilém Loos Josef Šroubek Jaroslav Jirkovský Josef Maleček Jan Fleischmann Miroslav Fleischmann Jan Palouš Jan Krásl Zajęli 5. miejsce |

### Łyżwiarstwo figurowe
- Josef Slíva
  - Singiel – 4. miejsce

### Patrol wojskowy
- Bohuslav Josífek, Jan Mittlöhner, Josef Bím, Karel Buchta
  - Zajęli 4. miejsce

### Skoki narciarskie
- Franz Wende
  - Skocznia normalna – 10. miejsce

- Karel Koldovský
  - Skocznia normalna – 20. miejsce

- Josef Bím
  - Skocznia normalna – 26. miejsce